# ائلتبر
ائلتبر (خط قدیمی ترکی:  elteber) لقب پادشاه خراج‌گذار در سلسله مراتب از خافانات ترک و خزر بود.
از جمله دست نشندگان خاقانات خزر مردم بلغارستان ولگا (فقط تا ۹۶۹ پیش از ایجاد یک دولت قدرتمند), برطاس و هون‌های شمال قفقاز بودند.
یک ائلتبر با سیاح معروف ابن فضلان ملاقات کرد و از خلافت عباسی در بغداد در خواست کمک کرد.
اولین ذکر از این لقب برای یک حاکم از هون‌های شمال قفقاز در منابع مسیحیاز قفقازی آلبانی به عنوان آلپ ایلتور Alp Ilutuer اشاره شده. همچنین این لقب در نامه یکی از حاکمان قبل از اسلام بلغارستان ولگا به Kültegin کول‌تکین در سال ۷۳۲ میلادی دیده می‌شود که در آن دوره بلغارهای ولگا تحت حاکمیت خاقانات خزر بودند